# Dólar de oro conmemorativo del lugar de nacimiento de McKinley

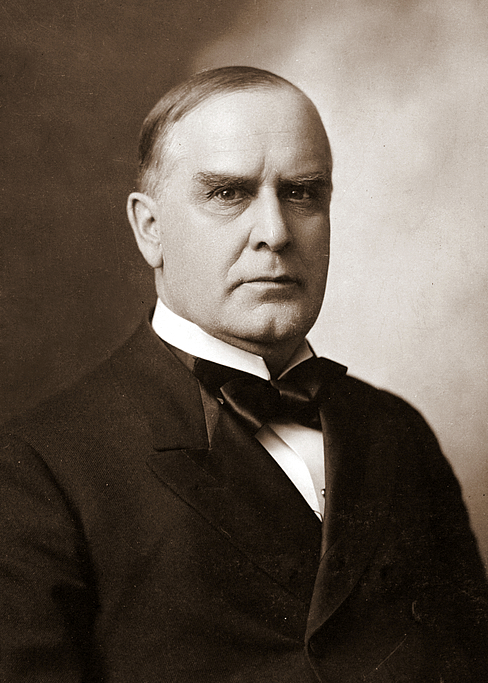
William McKinley

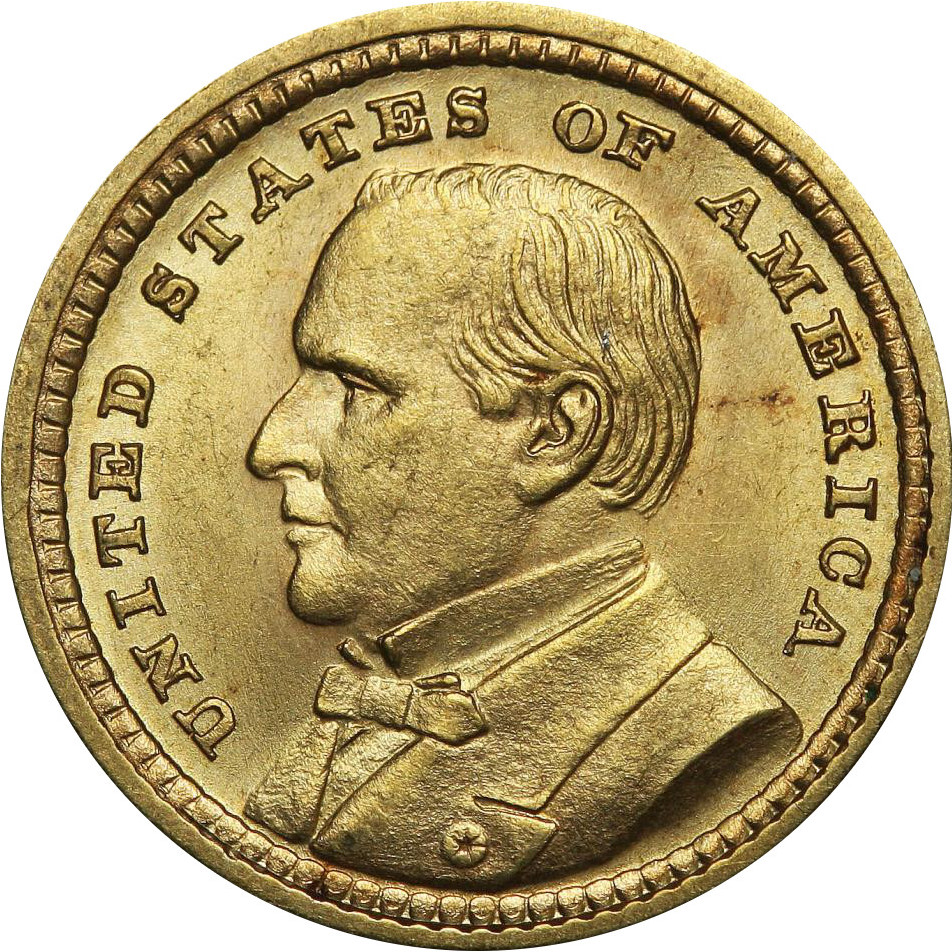
La versión McKinley del Dólar de oro de la Exposición de la Compra de Luisiana.

El Dólar de oro conmemorativo del lugar de nacimiento de McKinley' fue una moneda conmemorativa acuñada por la Casa de Moneda de los Estados Unidos en 1916 y 1917, que representaba al vigésimo quinto presidente de los Estados Unidos, William McKinley. El anverso de la moneda fue diseñado por Charles E. Barber, grabador jefe de la Casa de la Moneda, y el reverso por su asistente, George T. Morgan. Dado que McKinley ya había aparecido en una versión del dólar de oro de la Exposición de la Compra de Luisiana de 1903, la emisión de 1916 lo convirtió en la primera persona en aparecer en dos emisiones de monedas estadounidenses.
Las monedas se venderían con un sobreprecio para financiar el Monumento Nacional al Lugar de Nacimiento de McKinley en Niles (Ohio), y fueron vendidas por el grupo que lo construyó. La emisión se propuso originalmente como un dólar de plata; esto se modificó al comprender que no sería apropiado honrar con una pieza de ese tipo a un presidente que había apoyado el patrón oro. Las monedas tuvieron poca promoción y no se vendieron bien. A pesar de una acuñación autorizada de 100 000, solo se acuñaron unas 30 000. De estas, se vendieron 20 000 —muchas de ellas a precio reducido— al comerciante de monedas tejano, B. Max Mehl. Las 10 000 piezas restantes se devolvieron a la Casa de la Moneda para su fundición.

## Antecedentes

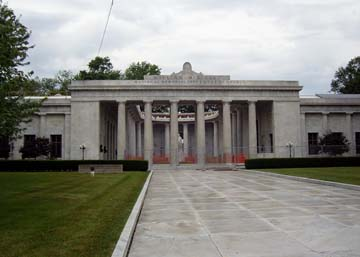
Monumento Nacional al Lugar de Nacimiento de McKinley.

William McKinley nació en Niles (Ohio), en 1843. Dejó la universidad para trabajar como profesor y se alistó en el Ejército de la Unión cuando estalló la Guerra de Secesión en 1861. Sirvió durante toda la guerra, finalizándola como mayor con honores. Posteriormente, estudió derecho y fue admitido en el colegio de abogados. Se estableció en Canton, Ohio, y tras ejercer allí, fue elegido congresista en 1876. En 1890, fue derrotado en la reelección, pero fue elegido gobernador al año siguiente, cumpliendo dos mandatos de dos años.